# 多布羅皮利亞
多布羅皮利亞（烏克蘭語：Добропілля，羅馬化：Dobropillia，發音：[dobroˈp⁽ʲ⁾ilʲːɐ] ⓘ），又按俄语名译为多布羅波利耶，是乌克兰東部顿涅茨克州波克羅夫斯克區多布罗皮利亚市镇内的城市及该市镇的行政中心。該市始建於1840年代，面積11.89平方公里，海拔高度139米，2022年人口数量为28,170人。

## 历史
2022年4月30日，时任顿涅茨克州州长帕夫洛·基里連科报告称，俄罗斯军队袭击了该市的住宅区，造成包括三名儿童在内的七人受伤，至少六栋房屋和一栋非住宅建筑被损坏。

## 图集

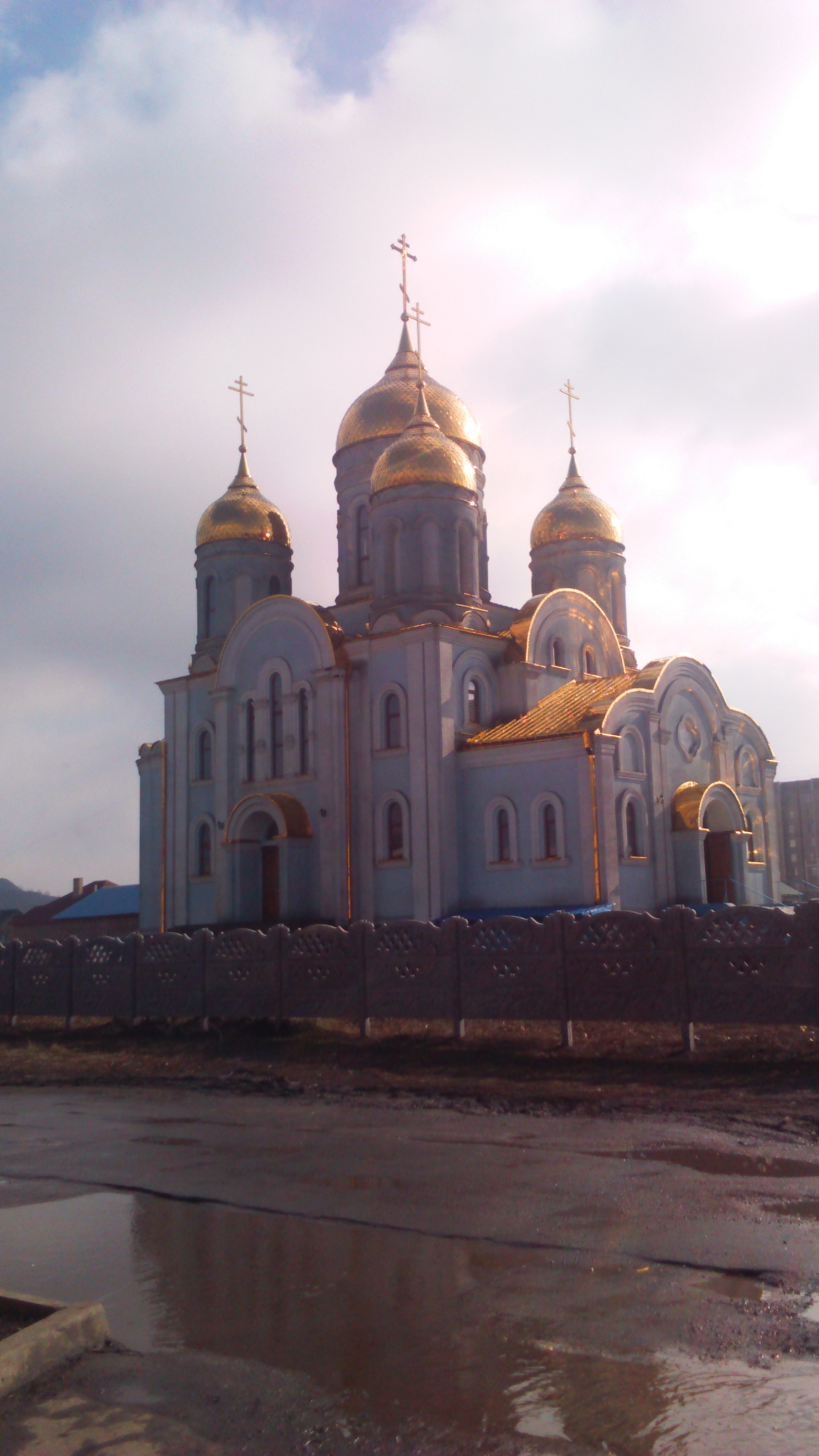
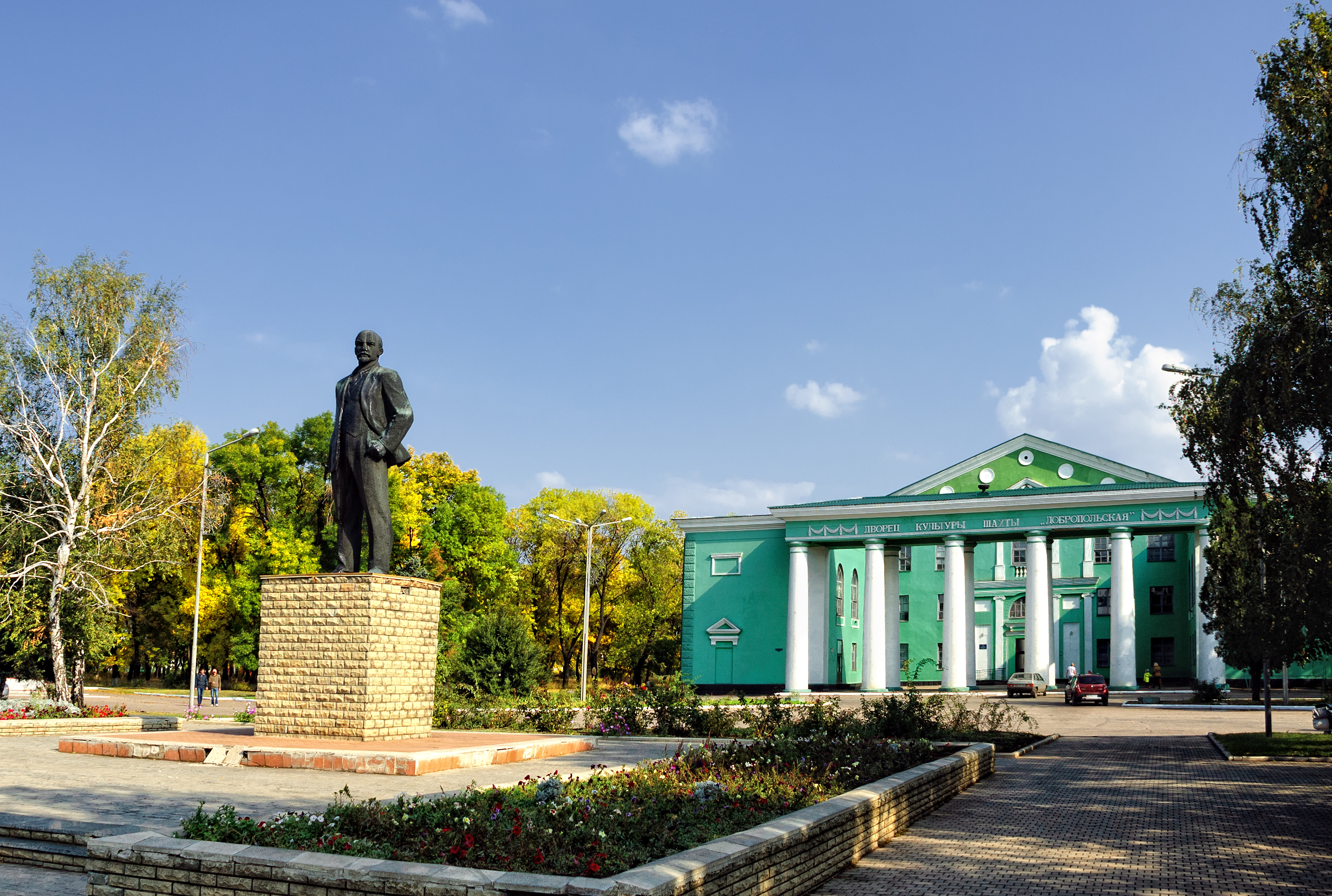
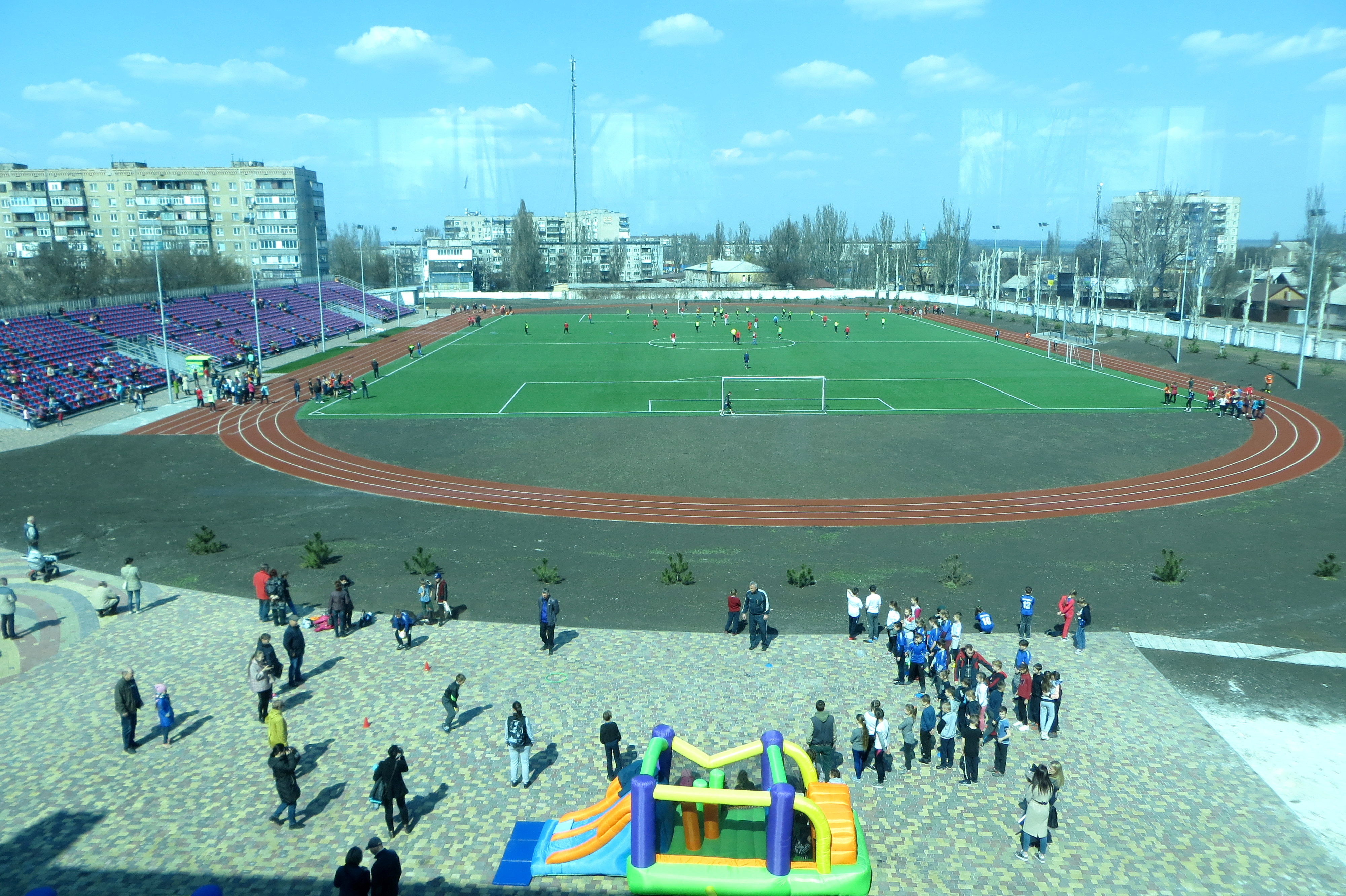
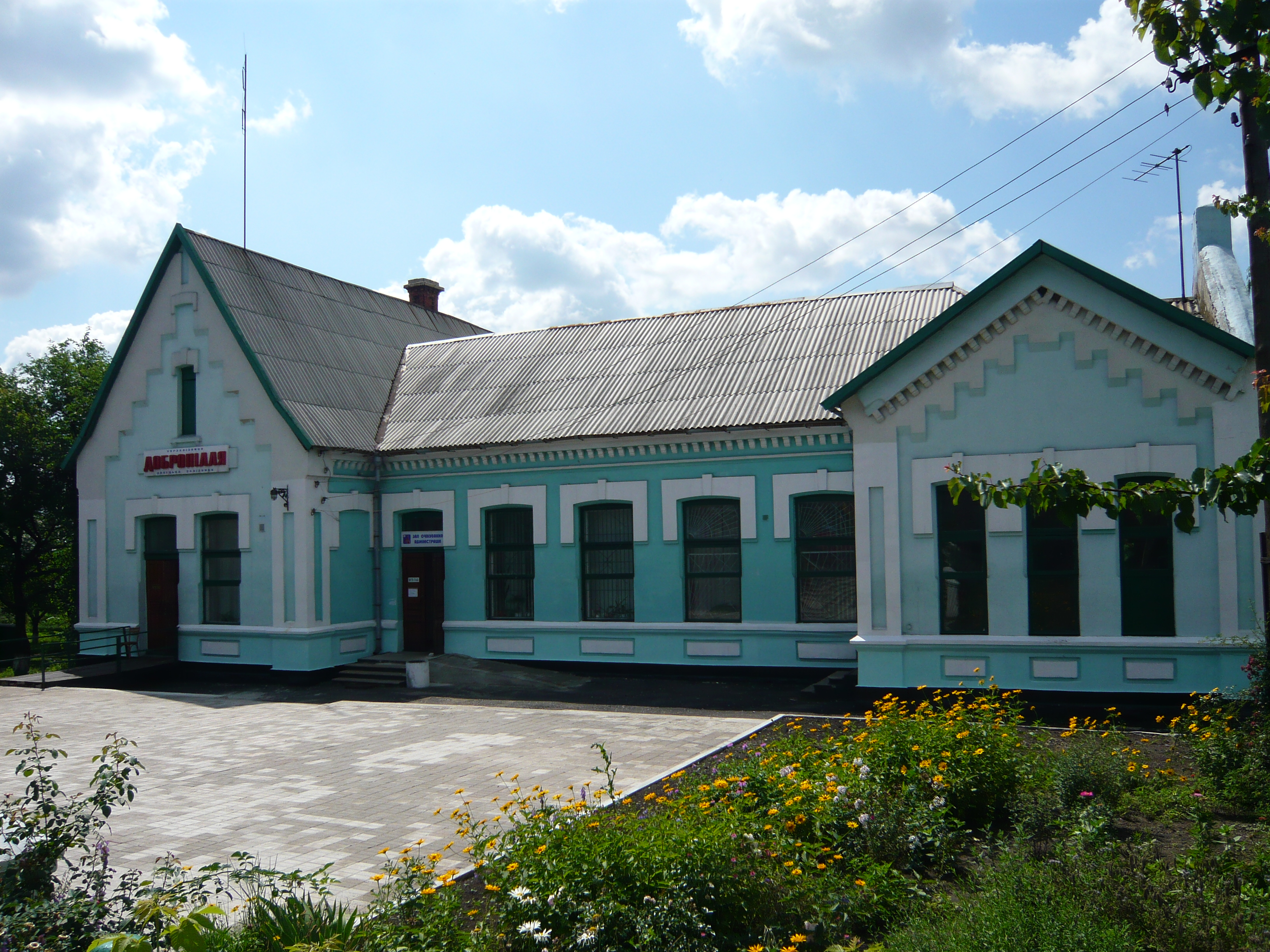

## 備注
1. ↑  俄语：，羅馬化：Dobropolye